# 披塔·林乍伦拉
披塔·林家倫拉（皇家轉寫：Phitha Limcharoenrat，發音：[pʰí(ʔ).tʰāː lím.tɕā.rɤ̄ːn.rát] ⓘ；1980年9月5日—），小名Tim，泰国商人和政治家。其領導的前進黨在2023年泰國眾議院選舉中贏得多數席位。

## 早期生活
披塔於1980年9月5日出生，是泰國華人，本人曾透露他祖上姓林。他是農業和合作部的前顧問蓬塞·林乍伦拉之長子，母親為琳达·林乍伦拉；弟弟是帕辛。他的叔叔是帕东·林乍伦拉，曾擔任內政部部長的秘書，也是當時的總理塔克辛的親信。

## 學術生涯
在被父親送到紐西蘭之前，披塔曾經在曼谷基督教學校（BCC）上學。回到泰国后，他在泰国国立法政大学商學院攻讀金融學士學位，並於2002年一等榮譽畢業，獲得前往德克薩斯大學奧斯汀分校的獎學金。之後，他又獲得了哈佛大學的國際獎學金，成為第一位獲此殊榮的泰國學生。他繼續在哈佛大學肯尼迪政府學院和麻省理工學院斯隆管理學院共同攻讀公共政策碩士學位和工商管理碩士學位。
皮塔在被憲法法庭解職並禁止從政後，他前去哈佛肯尼迪学院擔任研究員。

## 商业生涯
當披塔年僅25歲，且剛攻讀碩士學位一年時，就因其父親去世而不得不返回泰國，接任由其家族經營的CEO Agrifood公司的總經理，這是一家米糠油企業。兩年後，該公司重新站穩了腳步，使披塔得以返回美國，並於2011年完成了他的碩士學位。
他還於2017年至2018年擔任Grab的執行董事。

## 政治生涯
披塔最初是作為未來前進黨的成員步入政壇。在該黨黨魁塔納通的邀请下，他參加了2019年泰國眾議院選舉，並作為該黨的比例代表第四名當選為眾議院議員。
2019年7月，披塔在眾議院發表演講，討論了「五鈕扣理論」，呼籲政府重視以下農業政策：土地所有權、農民債務、大麻、農業旅遊和水資源。儘管他屬於在野黨，但他的演講受到內政部長阿努蓬·保津達的讚揚。
在披塔所屬的政黨被解散兩週後，他被任命為「前進黨」的新黨魁，並在2020年3月14日正式當選，當時有54名前「未來前進黨」的國會議員加入了該黨。
在2023年泰國眾議院選舉中，取得151席成為眾議院多數黨，但競爭總理位子中仍不敵參眾兩院組成的保守派聯盟。2024年8月7日，前進黨因違反《泰國憲法》49條而被保守派的憲法法院判決解散，皮塔本人則被褫奪公權，10年內不得從政及籌組新政黨。

### 競選總理
在2023年泰國眾議院選舉中，披塔作為前進黨總理候選人帶領該黨贏得151席眾議員席次，成功擊退以時任總理帕拉育為首的泛保守派與親軍方執政勢力，成為第26屆泰國眾議院最大黨。他也以第一名區域代表成功連任眾議員。翌日，他以「準總理」身分召開國際記者會，並公開邀請反軍方勢力第二大黨為泰黨以及民族黨、泰建泰黨、泰國團結自由黨、公平黨等5個政黨參與組建內閣，尋求成立不受軍方干預的大聯合政府，為泰黨與該黨總理候選人貝東丹·欽那瓦對此表達支持。5月18日，披塔宣布將和為泰黨與民族黨、泰建泰黨、泰國團結自由黨、公平黨、新社會力量黨以及為泰團結力量黨組成聯合政府。但是，根据2017年泰國憲法規定，泰國總理應由參、眾兩院共同選出，披塔僅取得313席眾議員支持，而參議員250席均由軍方委任，能否取得眾議院376席穩定優勢出任總理，仍有變數。
7月13日，披塔在眾議院和參議院的投票中共獲得324票贊成、182票反對、199票棄權，較其目標相差51票，未能取得簡單多數票成為總理。他稱接受結果，但不會放棄，並將調整策略。
8大政黨組成的聯盟繼續推舉前進黨黨魁披塔為候選人。7月19日，泰國國會進行辯論決定披塔可否被二度提名為總理候選人，715票中，312票支持、394票反對、8票棄權和1個不投票，披塔無法再次競逐總理大位。

### 任內案件
2023年6月9日，泰國選舉委員會對披塔提出三項指控，指他持有傳媒iTV的股份，涉及利益衝突。如罪名成立，他將被取消當選資格，並會面臨最高監禁10年、禁止從政20年的刑罰。而披塔本人則回應，這些股份是從父親繼承，而且該電視台自2007年就已停播，相關股份亦已被轉讓，並否認有不當行為。7月12日，選舉委員會針對此事提請泰國憲法法院進一步處理，並建議暫停披塔的國會議員職務；憲法法院於19日受理，並即日起暫停披塔的眾議員身份，直至裁決。憲法法院於12日受理選委會另一指控，披塔及其政黨被指計劃修改俗稱「冒犯君主罪」的刑法第112條，藉此推翻以國王為首的民主政府政權。2024年1月24日，憲法法院裁決披塔在iTV案罪名不成立，眾議員身份被恢復。

## 个人生活
披塔於2012年12月12日與女演員楚缇玛·提潘娜特（Tai）結婚。但在2019年3月離婚。他們育有一名女兒Pipim。离婚后两人拥有平等的监护权。
2008年，他被選為CLEO Thailand評選的50位最具異性緣的單身漢之一。

### 备注
1. ↑  在塔納通·宗龍倫吉被泰國憲法法院於2019年11月取消資格後，他變成了第三位的區域代表。[16]

### 引用
1. ↑  . 自由時報. 2023-05-15  [2023-05-15]. （原始内容存档于2023-05-20）.
2. ↑  . 星洲日報. 2023-06-03.
3. ↑  . Matichon. 2023-06-02  [2024-05-22]. （原始内容存档于2024-01-16） （泰语）.
4. ↑  . 泰國日報. 2019-07-27  [2020-06-10]. （原始内容存档于2020-04-12） （泰语）.
5. 1 2  . 泰国公共电视台. 2020-03-09  [2020-06-10]. （原始内容存档于2020-08-12）.
6. 1 2 3  . Workpoint News. 2020-02-02  [2020-06-10]. （原始内容存档于2020-06-10） （泰语）.
7. ↑   (PDF). bba.bus.tu.ac.th: 2. 2009-05-06  [2020-06-10]. （原始内容存档 (PDF)于2020-06-10）.
8. ↑  . Channel 3. 2019-03-29  [2020-06-10]. （原始内容存档于2020-06-11） （泰语）.
9. ↑  . enterpriseasia.org. Asia Pacific Entrepreneuship Awards.   [2020-06-10]. （原始内容存档于2020-06-10） （英语）. Physical labor did not faze the high school valedictorian who graduated with first class honors in finance from Thammasat University in Thailand, where he also spent two years at the University of Texas at Austin.
10. ↑  . generationt.asia. Generation T. 2018-12-12  [2020-06-10]. （原始内容存档于2020-06-10） （英语）. He was also the first Thai student to receive Harvard's International Student Scholarship.
11. ↑  . Bangkok Post. 2024-08-22  [2024-08-24]. （原始内容存档于2024-08-24）.
12. ↑  Sriwipa Siripunyawit. . Bangkok Post. 2014-07-28  [2020-06-10]. （原始内容存档于2023-10-05）.
13. ↑  . top10asia.org. Top 10 of Asia. 2019-03-15  [2020-06-10]. （原始内容存档于2020-06-10）.
14. ↑  Issaree Chulakasem. . techsauce.co. 2017-09-14  [2020-06-10]. （原始内容存档于2020-06-10） （英语）.
15. ↑  . campus-star.com. Campus Star. 2019-04-06  [2020-06-10]. （原始内容存档于2020-09-24） （泰语）.
16. ↑  . BBC News. 2019-11-20  [2020-06-10]. （原始内容存档于2023-07-05） （英语）.
17. ↑  Tappanai Boonbandit. . 2019-07-30  [2020-06-10]. （原始内容存档于2020-08-08） （英语）.
18. ↑  . Thai Rath. 2019-07-26  [2020-06-10]. （原始内容存档于2020-11-01） （泰语）.
19. ↑  Pravit Rojanaphruk. . Khaosod（英语：Khaosod）. 2020-03-07  [2020-06-10]. （原始内容存档于2020-06-01） （英语）.
20. ↑  Thana Boonlert. . Bangkok Post. 2020-03-09  [2020-06-10]. （原始内容存档于2023-10-05） （英语）.
21. ↑  Hathai Techakitteranun. . The Straits Times. 2020-03-08  [2020-06-10]. （原始内容存档于2020-06-10） （英语）.
22. ↑  . The Nation（英语：The Nation (Thailand)）. 2020-03-14  [2020-06-10]. （原始内容存档于2023-03-14） （英语）.
23. ↑  Patpon Sabpaitoon. . 曼谷郵報. 2020-03-14  [2020-06-10]. （原始内容存档于2023-10-05） （英语）.
24. ↑  . 路透社. 2024-08-07  [2024-08-07]. （原始内容存档于2024-08-07）.
25. 1 2  . 中央社.   [2023-05-19]. （原始内容存档于2023-05-23） （中文（臺灣））.
26. ↑  Limited, Bangkok Post Public Company. . Bangkok Post.   [2023-07-13] （英语）.
27. ↑  Limited, Bangkok Post Public Company. . Bangkok Post.   [2023-07-13] （英语）.
28. ↑  . 香港電台.   [2023-07-19]. （原始内容存档于2023-07-20） （中文（臺灣））.
29. ↑  . 中央社. 2023-07-19  [2023-07-19]. （原始内容存档于2023-07-20）.
30. ↑  . 中時新聞網. 2023-06-13  [2023-07-13]. （原始内容存档于2023-07-13） （中文（臺灣））.
31. ↑  Limited, Bangkok Post Public Company. . Bangkok Post. 2023-06-09 （英语）.
32. ↑  . 香港電台. 2023-06-13  [2023-07-13]. （原始内容存档于2023-07-13） （中文（臺灣））.
33. ↑  . 明報. 2023-07-13  [2023-07-13]. （原始内容存档于2023-07-14） （中文（繁體））.
34. ↑  . 中央社. 2023-07-19  [2023-07-19]. （原始内容存档于2023-07-20）.
35. ↑  . 中央廣播電台. 2023-07-13  [2023-07-13]. （原始内容存档于2023-07-14）.
36. ↑  Regan, Helen. . CNN. 2024-01-24  [2024-01-25]. （原始内容存档于2024-08-07） （英语）.
37. ↑  Mae Moo. . Bangkok Post. 2019-04-07  [2020-06-10]. （原始内容存档于2023-10-05） （英语）. The couple married on the auspicious date of 12/12/2012 but have been having problems for the past year or so, and separated five or six months ago.
38. ↑  . hks.harvard.edu. Harvard Kennedy School.   [2020-06-10]. （原始内容存档于2020-06-10） （英语）. Pita Limjaroenrat MPP and wife, Chutima, are expecting their first child this coming March.
39. ↑  . NewsDay24. 2020-03-13  [2020-06-10] （英语）. Pita and Chutima filed for divorce in March 2019.[]
40. ↑  Mae Moo. . 2019-05-26  [2020-06-10]. （原始内容存档于2023-10-05） （英语）. It comes after the court earlier varied a custody order awarding to Tim sole custody rights to the couple's child, Nong PiPim, aged three.
41. ↑  . hellomagazine.com. Hello Magazine. January 2014  [2020-06-10]. （原始内容存档于2021-01-20） （泰语）.
42. ↑  . Thai Public Broadcasting Service. 2020-03-09  [2020-06-10]. （原始内容存档于2020-08-12） （英语）.
43. ↑  . Matichon（英语：Matichon）. 2019-07-28  [2020-06-10]. （原始内容存档于2023-04-24） （泰语）.
44. ↑  . mthai.com. MThai.   [2020-06-10]. （原始内容存档于2020-01-25） （泰语）.